# Здолбуновский район
Здолбуновский район (укр. Здолбунівський район) — упразднённая административная единица на юге Ровненской области Украины. Административный центр — город Здолбунов.

## География
Площадь — 659 км2.

## История
Образован 17 января 1940 года в составе Ровенской области Украинской ССР, на территории города Здолбунов и бывшей сельской гмины Здолбица Здолбуновского повята, а также частично гмины Дядьковичи Ровенского повята Волынского воеводства. В 1957 году в состав района была передана территория Ильпенского сельского совета, с центром в селе Ильпень, а также часть Корнинского селького совета (посёлок Новый Здолбунов, позже присоединённый к Здолбунову) из Ровенского района. 21 января 1959 года к Здолбуновскому району был присоединён Мизочский район. В ходе хрущёвской административной реформы, в 1962 году район был расформирован, а его территория вошла в состав Дубновского и Ровенского районов. Восстановлен в 1965 году из части территории Ровенского района
17 июля 2020 года в результате административно-территориальной реформы был включён в состав Ровненского района. На территории района были сформированы Здолбицкая, Здолбуновская и Мизочская территориальные общины.

## Демография
Население района составляло 56 499 человек (2019 г.), в том числе в городских условиях проживают 28 245 человек.

## Административное устройство
На момент упразднения район включал в себя:

Количество советов:
- городских — 1;
- поселковых — 1;
- сельских — 20.

Количество населённых пунктов:
- городов районного значения — 1;
- посёлков городского типа — 1;
- сёл — 53.